# التهاب الصلبة

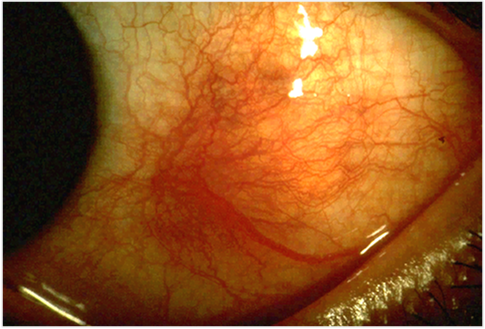
التهاب الصلبة

التهاب الصلبة (بالإنجليزي: Scleritis) هو التهاب المنطقة البيضاء في العين المعروفة بالصلبة حيث يظهر على شكل ازدياد في سماكة النسيج الضام المحيط بها.
له ثلاثة أنواع: التهاب الصلبة الخارجي، والتهاب الصلبة العقيد، والتهاب الصلبة المنخر.

## الأعراض
يعتبرالتهاب الصلبة حالة أشد خطورة من التهاب ظاهر الصلبة 
وغالبا مايتزامن مع أمراض أخرى كمرض فرط الورم الحبيبي لفيجنر والتهاب المفاصل واضطراب الدورة الشهرية .
أعراضه هي:
- احمرار الصلبة والملتحمة ، وفي بعض الأحيان تظهر على شكل بقع إرجوانية حمراء.
- آلام حادة في العين قد تصل إلى الفك.
- رهاب الضوء وتمزق أوعية الشبكية.
- انخفاض حدة البصر مما يؤدي  إلى العمى.
- ضعف الرؤية.[3]

## التشخيص
يُشخص مرض التهاب الصلبة باختبار حدة البصر أو تصوير مقطعي محوسب، تصوير بالرنين المغناطيسي، تخطيط الصدى

## العلاج
أدوية مضادات التهاب لاستيرويدية مثل الإيبوبروفين لتخفيف الألم.
- حبوب أو قطرة الكورتيزون.
- المضادات الحيوية.
- العلاج الكيميائي مثل سيكلوفوسفاميد أو الآزويثوبرين.
- أما في الحالات الشديدة جدا من التهاب الصلبة يجب إجراء عملية جراحية لإصلاح الأنسجة التالفة من القرنية.

## وصلات خارجية
- Scleritis at MERSI.com
- Scleritis article at StLukesEye.com
- Scleritis article at Merck.com